# آنیر-سور-بلور
آنیر-سور-بلور (به فرانسوی: Asnières-sur-Blour) یک کمون در فرانسه است که در canton of L'Isle-Jourdain واقع شده‌است. آنیر-سور-بلور ۳۲٫۴۹ کیلومتر مربع مساحت دارد ۲۱۰ متر بالاتر از سطح دریا واقع شده‌است.